# Solonka
Solonka (ucraniano: Соло́нка) es un municipio rural y pueblo de Ucrania, perteneciente al raión de Leópolis en la óblast de Leópolis.
En 2020, el municipio tenía una población de 13 341 habitantes, de los cuales algo más de siete mil vivían en la capital municipal homónima y el resto repartidos en veinte pedanías. El municipio se fundó en 2017 mediante la fusión de los hasta entonces consejos rurales de Solonka, Zubra, Porshná y Rákovets, a los que se sumaron en 2020 los de Vóvkiv y Zhírivka. Además de estos seis pueblos, pertenecen al actual municipio otros quince: Hrabnyk, Derevach, Zahirya, Kovyarí, Kuhayiv, Lýpnyky, Maléchkovychi, Myliátychi, Nahoriany, Novosilka, Pidsadky, Pidtemne, Sélysko, Tóvshchiv y Jorosno.
Se conoce la existencia del pueblo en documentos desde 1433. Desde sus orígenes estuvo vinculado a la vecina ciudad de Leópolis, con cuyo stárostwo mantuvo un litigio de tierras en 1750-1752. Fue una pequeña localidad rural hasta la segunda mitad del siglo XX, cuando comenzó a crecer notablemente por su cercanía a la capital regional. Hasta la reforma territorial de 2020, su consejo rural, ubicado en el raión de Pustomyty, únicamente incluía como pedanías a los pueblos de Maléchkovychi y Nahoriany.
El pueblo se ubica en la periferia meridional de la capital regional Leópolis, separado de la capital por la carretera de circunvalación E40, en la salida de la ciudad por la carretera E471 que lleva a Stryi.